# Bom Retiro (Santos)
Bom Retiro é um bairro localizado na zona noroeste da cidade de Santos.
Com a ocupação de parte do morro no chamado Ilhéu Alto, a partir da Lei de Uso do Solo de 2011, a região segregou-se do Bom Retiro, passando a constituir-se também no bairro Ilhéu Alto.